# Pablo Cruz
Pour les articles homonymes, voir Cruz.
Cruz  Tróchez est un nom espagnol. Le premier nom de famille, en général paternel, est Cruz ; le second, en général maternel, souvent omis, est Tróchez.
Pablo César Cruz Tróchez, né le 5 septembre 1992 à Siguatepeque, est un coureur cycliste hondurien.

## Biographie
Pablo Cruz est originaire de Siguatepeque, une ville hondurienne située dans le département de Comayagua. Il commence le cyclisme à l'âge de quatorze ans, après s'être s'essayé à plusieurs sports comme le football, le basket-ball et le Kenpō. 
En 2011, il devient champion du Honduras sur route. Il part ensuite courir en Espagne en 2013, avec pour objectif de signer un contrat professionnel en Europe. Sous les couleurs du club Hostal Latorre, il participe essentiellement à des coourses du calendrier amateur basque. 
En septembre 2014, il représente son pays lors des championnats du monde de Ponferrada. Aligné sur le championnat du monde du contre-la-montre espoirs, il se classe 59e. Pablo Cruz s'installe ensuite dans l'État du Nouveau-Mexique au cours de l'année 2015 dans le cadre de ses études universitaires. Il continue toutefois la compétition en rejoignant l'équipe californienne Rock Racing.

## Palmarès
- 2007
  - 3e du championnat du Honduras du contre-la-montre juniors
- 2011
  -  Champion du Honduras sur route
- 2013
  - Vuelta al Norte de Nicaragua
  -  Médaillé d'argent du contre-la-montre espoirs aux Jeux centraméricains
- 2014
  - Vuelta a Tegucigalpa
- 2015
  -  Champion du Honduras sur route
  - Tegucigalpa-Talanga
- 2018
  - 3e du Hotter'N Hell Hundred
- 2020
  -  Champion du Honduras du contre-la-montre
  - 3e du championnat du Honduras sur route